# Mendrausus chyzeri
Mendrausus chyzeri är en insektsart som beskrevs av Géza Horváth 1897. Mendrausus chyzeri ingår i släktet Mendrausus och familjen dvärgstritar. Inga underarter finns listade i Catalogue of Life.